# Фара ди Солиго
Фа̀ра ди Солѝго (на италиански: Farra di Soligo; на венециански: Fara, Фара) е градче и община в Северна Италия, провинция Тревизо, регион Венето. Разположено е на 163 m надморска височина. Населението на общината е 8955 души (към 2010 г.).